# Atrichopogon peregrinus
Atrichopogon peregrinus is een muggensoort uit de familie van de knutten (Ceratopogonidae). De wetenschappelijke naam van de soort is voor het eerst geldig gepubliceerd in 1908 door Johannsen.